# Суматранський короткохвостий пітон
Суматранський короткохвостий пітон (Python curtus) — неотруйна змія з роду Пітонів родини Пітони. Інша назва —  «малайський пітон».

## Опис
Загальна довжина коливається від 1,5 до 3 м, вага — 15-18 кг. Голова пласка, трикутна. Тулуб особливо потужний, товстий. Хвіст дуже короткий і тонкий. Забарвлення яскраве та строкате, має цегляно-червоний колір зі світлими смугами уздовж боків. Часто зустрічаються майже повністю чорні пітони.

## Спосіб життя
Полюбляє густі та болотисті ліси, місцини поблизу води. Зустрічається на висоті до 2000 м над рівнем моря. Активний вночі. Харчується ссавцями та птахами.
Це яйцекладна змія. Самка відкладає 10-16 яєць. Молоді пітони з'являються через 3 місяці.

## Розповсюдження
Мешкає на о.Суматра (Індонезія). Зустрічається на півострові Малакка. Іноді зустрічається на півдні В'єтнаму.